# Lepthyphantes corsicos
Lepthyphantes corsicos este o specie de păianjeni din genul Lepthyphantes, familia Linyphiidae, descrisă de Wunderlich, 1980. Conform Catalogue of Life specia Lepthyphantes corsicos nu are subspecii cunoscute.